# Andreas Gilger
Andreas Gilger (* 1991 in Duisburg) ist ein deutscher Cembalist.

## Leben
Gilger studierte Cembalo an der Folkwang Universität der Künste in Essen sowie der Hochschule für Musik und Tanz Köln. Von 2016 bis 2021 war er als Lektor für Cembalo, Generalbass und Korrepetition am Mozarteum Salzburg tätig. Seit 2021 lebt er in Duisburg und arbeitet als freier Cembalist.

## Werk
Gilger wirkte bei den Einspielungen der Bachkantaten des Chorus Musicus / Das neue Orchester Köln unter Christoph Spering mit. 2015 gründete er mit Thomas Wormitt (Traversflöte) und Adrian Cygan (Barockcello) das  Cicerone Ensemble.

## Diskografie
Soloalben
- Dessiner les passions. GENUIN, 2022

als Ensemblemusiker
- J. S. Bach: Ein feste Burg ist unser Gott. Das Neue Orchester & Chorus Musicus Köln, Ltg. Christoph Spering, Deutsche Harmonia Mundi, 2015
- Bach Luther-Kantaten. Das Neue Orchester & Chorus Musicus Köln, Ltg. Christoph Spering, Deutsche Harmonia Mundi, 2016
- Johann Joachim Quantz: Four Concertos for Flute and Strings. Die Kölner Akademie, Eric Lamb (Flöte), Ltg. Michael Alexander Willens, Profil-Edition Günther Hänssler, 2018
- Bach Eternity – Kantaten BWV 20, 93, 3, 10, 116, 124. Das neue Orchester & Chorus Musicus Köln, Ltg. Christoph Spering, Deutsche Harmonia Mundi, 2018
- Grand Tour. Works by the musical travellers G. F. Händel, G. Muffat, G. Ph. Telemann, F. Geminiani and others. Cicerone Ensemble, Genuin classics 19648, 2019
- Bach Praise – Kantaten BWV 26, 41, 95, 115, 137, 140. Das neue Orchester & Chorus Musicus Köln, Ltg. Christoph Spering, Deutsche Harmonia Mundi, 2020
- Bach – Kantaten BWV 78, 96, 100, 122, 127, 130, 180.  Das neue Orchester & Chorus Musicus Köln, Ltg. Christoph Spering, Deutsche Harmonia Mundi, 2022